# Список святых, канонизированных папами римскими
Статья содержит список святых, перечисленных к лику святых папами римскими.
Хотя папы канонизировали святых по крайней мере начиная с 993 года и заявляли об исключительном праве канонизации с конца XII века, всего несколько пап канонизировали более десяти святых.

## IX век

### Николай I
Николай I канонизировал одного святого.
| №  | Святой   | Дата канонизации |
| -- | -------- | ---------------- |
| 1. | Батильда | около 860        |

### Адриан II
Адриан II канонизировал одного святого.
| №  | Святой    | Дата канонизации |
| -- | --------- | ---------------- |
| 1. | Вальбурга | 870              |

### Иоанн VIII
Иоанн VIII не канонизировал ни одного святого.

### Марин I
Марин I не канонизировал ни одного святого.

### Адриан III
Адриан III не канонизировал ни одного святого.

### Стефан V
Стефан V не канонизировал ни одного святого.

### Формоз
Формоз не канонизировал ни одного святого.

### Бонифаций VI
Бонифаций VI не канонизировал ни одного святого.

### Стефан VI
Стефан VI не канонизировал ни одного святого.

### Роман
Роман не канонизировал ни одного святого.

### Теодор II
Теодор II не канонизировал ни одного святого.

### Иоанн IX
Иоанн IX не канонизировал ни одного святого.

## X век

### Бенедикт IV
Бенедикт IV не канонизировал ни одного святого.

### Лев V
Лев V не канонизировал ни одного святого.

### Сергий III
Сергий III не канонизировал ни одного святого.

### Анастасий III
Анастасий III не канонизировал ни одного святого.

### Ландон
Ландон не канонизировал ни одного святого.

### Иоанн X
Иоанн X не канонизировал ни одного святого.

### Лев VI
Лев VI не канонизировал ни одного святого.

### Стефан VII
Стефан VII не канонизировал ни одного святого.

### Иоанн XI
Иоанн XI не канонизировал ни одного святого.

### Лев VII
Лев VII канонизировал одного святого.
| №  | Святой     | Дата канонизации |
| -- | ---------- | ---------------- |
| 1. | Виллибальд | 938              |

### Стефан VIII
Стефан VIII не канонизировал ни одного святого.

### Марин II
Марин II не канонизировал ни одного святого.

### Агапит II
Агапит II не канонизировал ни одного святого.

### Иоанн XII
Иоанн XII не канонизировал ни одного святого.

### Бенедикт V
Бенедикт V не канонизировал ни одного святого..

### Лев VIII
Лев VIII не канонизировал ни одного святого.

### Иоанн XIII
Иоанн XIII канонизировал одного святого.
| №  | Святой                | Дата канонизации |
| -- | --------------------- | ---------------- |
| 1. | Эдбурга Уинчестерская | 972              |

### Бенедикт VII
Бенедикт VII канонизировал одного святого.
| №  | Святой            | Дата канонизации |
| -- | ----------------- | ---------------- |
| 1. | Ида Герцфельдская | 990              |

### Иоанн XIV
Иоанн XIV не канонизировал ни одного святого.

### Иоанн XV
Иоанн XV канонизировал одного святого.
| №  | Святой              | Дата канонизации |
| -- | ------------------- | ---------------- |
| 1. | Ульрих Аугсбургский | 4 июля 993       |

### Григорий V
Григорий V не канонизировал ни одного святого

### Сильвестр II
Сильвестр II канонизировал одного святого.
| №  | Святой             | Дата канонизации |
| -- | ------------------ | ---------------- |
| 1. | Адальберт Пражский | 999              |

## XI век

### Иоанн XVII
Иоанн XVII не канонизировал ни одного святого.

### Иоанн XVIII
Иоанн XVIII не канонизировал ни одного святого.

### Сергий IV
Сергий IV не канонизировал ни одного святого.

### Бенедикт VIII
Бенедикт VIII канонизировал одного святого.
| №  | Святой             | Дата канонизации |
| -- | ------------------ | ---------------- |
| 1. | Симеон Мантуанский | 1016             |

### Иоанн XIX
Иоанн XIX канонизировал трёх святых.
| №  | Святой               | Дата канонизации |
| -- | -------------------- | ---------------- |
| 1. | Адальгард Корбийский | 1026             |
| 2. | Бононий              | 1026             |
| 3. | Дунстан              | 1029             |

### Сильвестр III
Сильвестр III не канонизировал ни одного святого.

### Бенедикт IX
Бенедикт IX канонизировал двух святых.
| №  | Святой             | Дата канонизации |
| -- | ------------------ | ---------------- |
| 1. | Иоанн Беверлийский | 1037             |
| 2. | Симеон Трирский    | 25 декабря 1041  |

### Климент II
Климент II канонизировал одного святого.
| №  | Святой   | Дата канонизации |
| -- | -------- | ---------------- |
| 1. | Виборада | 5 января 1047    |

### Дамасий II
Дамасий II не канонизировал ни одного святого.

### Лев IX
Лев IX канонизировал девять святых.
| №  | Святой                   | Дата канонизации |
| -- | ------------------------ | ---------------- |
| 1. | Деодат Неверский         | 1049             |
| 2. | Ремигий                  | 1049             |
| 3. | Флориберт Льежский       | 20 апреля 1049   |
| 4. | Ромарик                  | 3 декабря 1049   |
| 5. | Аматус                   | 3 декабря 1049   |
| 6. | Адельф Мецский           | 3 декабря 1049   |
| 7. | Герард Тульский          | 2 мая 1050       |
| 8. | Вольфганг Регенсбургский | 8 октября 1052   |
| 9. | Эрхард Регенсбургский    | 8 октября 1052   |

### Виктор II
Виктор II не канонизировал ни одного святого.

### Стефан IX
Стефан IX не канонизировал ни одного святого.

### Николай II
Николай II не канонизировал ни одного святого.

### Александр II
Александр II канонизировал четырёх святых.
| №  | Святой              | Дата канонизации |
| -- | ------------------- | ---------------- |
| 1. | Гильом Желонский    | 1066             |
| 2. | Ариальд             | 1067             |
| 3. | Роберт де Тюрланд   | 1070             |
| 4. | Теобальд Провенский | 1073             |

### Григорий VII
Григорий VII канонизировал девять святых.
| №  | Святой             | Дата канонизации |
| -- | ------------------ | ---------------- |
| 1. | Пасхазий Радберт   | 12 июля 1073     |
| 2. | Гериберт Кёльнский | 1075             |
| 3. | Альфедж            | 1078             |
| 4. | Папа Лев IX        | 1082             |
| 5. | Герард Венгерский  | 1083             |
| 6. | Стефан Святой      | 20 августа 1083  |
| 7. | Эмерик Венгерский  | 1083             |
| 8. | Сворад             | 1083             |
| 9. | Бенедикт Пустынник | 1083             |

### Виктор III
Виктор III не канонизировал ни одного святого.

### Урбан II
Урбан II канонизировал шесть святых.
| №  | Святой                 | Дата канонизации |
| -- | ---------------------- | ---------------- |
| 1. | Годелива               | 1084             |
| 2. | Эрлембальд             | 1095             |
| 3. | Аттиланус              | 1095             |
| 4. | Гунтард Нантский       | 1096             |
| 5. | Адельгейда Бургундская | 1097             |
| 6. | Николай Странник       | 1098             |

## XII век

### Пасхалий II
Пасхалий II канонизировал трёх святых.
| №  | Святой         | Дата канонизации |
| -- | -------------- | ---------------- |
| 1. | Ангильберт     | 1100             |
| 2. | Кнуд IV Святой | 19 апреля 1101   |
| 3. | Пётр Ананьский | 4 июня 1109      |

### Геласий II
Геласий II не канонизировал ни одного святого.

### Каликст II
Каликст II канонизировал пять святых.
| №  | Святой              | Дата канонизации |
| -- | ------------------- | ---------------- |
| 1. | Арнольд Суассонский | 6 января 1120    |
| 2. | Гуго Клюнийский     | 1120             |
| 3. | Конрад Констанцский | 1120             |
| 4. | Давид Валлийский    | 1123             |
| 5. | Герард Потенцский   | 1123             |

### Гонорий II
Гонорий II не канонизировал ни одного святого.

### Иннокентий II
Иннокентий II канонизировал трёх святых.
| №  | Святой                   | Дата канонизации |
| -- | ------------------------ | ---------------- |
| 1. | Годегард из Хильдесхайма | 29 октября 1131  |
| 2. | Гуго Гренобльский        | 22 апреля 1134   |
| 3. | Стурмий                  | 19 апреля 1139   |

### Целестин II
Целестин II не канонизировал ни одного святого.

### Луций II
Луций II не канонизировал ни одного святого.

### Евгений III
Евгений III канонизировал двух святых.
| №  | Святой                | Дата канонизации |
| -- | --------------------- | ---------------- |
| 1. | Генрих II Святой      | 4 марта 1146     |
| 2. | Сенатро Мисанелльский | 1 августа 1151   |

### Анастасий IV
Анастасий IV не канонизировал ни одного святого.

### Адриан IV
Адриан IV канонизировал трёх святых.
| №  | Святой                  | Дата канонизации |
| -- | ----------------------- | ---------------- |
| 1. | Фамианус Компостельский | 1154             |
| 2. | Зигфрид Шведский        | 1158             |
| 3. | Генрих Уппсальский      | 1158             |

### Александр III
Александр III канонизировал семь святых.
| №  | Святой                  | Дата канонизации |
| -- | ----------------------- | ---------------- |
| 1. | Эдуард Исповедник       | 7 февраля 1161   |
| 2. | Ансельм Кентерберийский | 9 июня 1163      |
| 3. | Теотоний Коимбрский     | 1163             |
| 4. | Елена из Шёвде          | 1164             |
| 5. | Кнуд Лавард             | 8 ноября 1164    |
| 6. | Фома Кентерберийский    | 21 февраля 1173  |
| 7. | Бернард Клервоский      | 18 января 1174   |

### Луций III
Луций III канонизировал четырёх святых.
| №  | Святой           | Дата канонизации |
| -- | ---------------- | ---------------- |
| 1. | Бруно Астийский  | 5 сентября 1181  |
| 2. | Силаус Луккский  | 1183             |
| 3. | Анно Кёльнский   | 1183             |
| 4. | Галгано Гуидотти | 1185             |

### Урбан III
Урбан III не канонизировал ни одного святого.

### Григорий VIII
Григорий VIII не канонизировал ни одного святого.

### Климент III
Климент III канонизировал четырёх святых.
| №  | Святой            | Дата канонизации |
| -- | ----------------- | ---------------- |
| 1. | Кьельд            | 1188             |
| 2. | Этьен дле Мюре    | 21 марта 1189    |
| 3. | Оттон Бамбергский | 29 апреля 1189   |
| 4. | Малахия           | 1191             |

### Целестин III
Целестин III канонизировал девять святых.
| №  | Святой                   | Дата канонизации |
| -- | ------------------------ | ---------------- |
| 1. | Пётр Достопочтенный      | 10 мая 1191      |
| 2. | Ласло I Святой           | 27 июня 1192     |
| 3. | Убальд                   | 4 марта 1192     |
| 4. | Рёгнвальд Оркнейский     | 1192             |
| 5. | Бернвард Хильдесхаймский | 8 января 1193    |
| 6. | Иоанн Гуальберт          | 24 октября 1193  |
| 7. | Гуахериус                | 1194             |
| 8. | Росендо                  | 1195             |
| 9. | Жераль Сов-Мажёр         | 27 апреля 1197   |

## XIII век

### Иннокентий III
Иннокентий III канонизировал девять святых.
| №  | Святой                   | Дата канонизации |
| -- | ------------------------ | ---------------- |
| 1. | Гомобон                  | 21 января 1199   |
| 2. | Кунигунда Люксембургская | 3 апреля 1200    |
| 3. | Йон Огмюндссон           | 1201             |
| 4. | Гильберт Семпрингхемский | 1202             |
| 5. | Вильгельм Малавальский   | 8 мая 1202       |
| 6. | Вульфстан Вустерский     | 14 мая 1203      |
| 7. | Белина                   | 1203             |
| 8. | Прокопий Сазавский       | 2 июля 1204      |
| 9. | Пётр из Треви            | 1 октября 1215   |

### Гонорий III
Гонорий III канонизировал восемь святых.
| №  | Святой              | Дата канонизации |
| -- | ------------------- | ---------------- |
| 1. | Вильгельм Буржский  | 17 мая 1218      |
| 2. | Бертран из Комменжа | 1220             |
| 3. | Бенедикт Нурсийский | 1220             |
| 4. | Хью Линкольнский    | 17 февраля 1220  |
| 5. | Роберт Молемский    | 8 января 1222    |
| 6. | Вильгельм Парижский | 21 января 1224   |
| 7. | Лоркан Уа Туатейл   | 11 декабря 1225  |
| 8. | Вильям Йоркский     | 18 марта 1226    |

### Григорий IX
Григорий IX канонизировал пять святых.
| №  | Святой                 | Дата канонизации |
| -- | ---------------------- | ---------------- |
| 1. | Франциск Ассизский     | 16 июля 1228     |
| 2. | Антоний Падуанский     | 30 мая 1232      |
| 3. | Виргилий Зальцбургский | 18 июня 1233     |
| 4. | Доминик из Осмы        | 13 июля 1234     |
| 5. | Елизавета Венгерская   | 27 мая 1235      |

### Целестин IV
Целестин IV не канонизировал ни одного святого.

### Иннокентий IV
Иннокентий IV канонизировал шесть святых.
| №  | Святой                | Дата канонизации |
| -- | --------------------- | ---------------- |
| 1. | Эдмунд Эбингдонский   | 16 декабря 1246  |
| 2. | Вильгельм Пиншон      | 24 марта 1247    |
| 3. | Маргарита Шотландская | 1250             |
| 4. | Георгий Вьеннский     | 1251             |
| 5. | Пётр Веронский        | 9 марта 1253     |
| 6. | Станислав Щепановский | 8 сентября 1253  |

### Александр IV
Александр IV канонизировал трёх святых.
| №  | Святой          | Дата канонизации |
| -- | --------------- | ---------------- |
| 1. | Клара Ассизская | 12 августа 1255  |
| 2. | Вильям Пертский | 1256             |
| 3. | Игнатий из Оньи | 18 июня 1259     |

### Урбан IV
Урбан IV канонизировал двух святых.
| №  | Святой              | Дата канонизации |
| -- | ------------------- | ---------------- |
| 1. | Ричард Чичестерский | 25 января 1262   |
| 2. | Феликс де Валуа     | 1 мая 1262       |

### Климент IV
Климент IV канонизировал одного святого.
| №  | Святой           | Дата канонизации |
| -- | ---------------- | ---------------- |
| 1. | Ядвига Силезская | 26 марта 1267    |

### Григорий X
Григорий X канонизировал одного святого.
| №  | Святой             | Дата канонизации |
| -- | ------------------ | ---------------- |
| 1. | Франка из Пьяченцы | 21 сентября 1273 |

### Иннокентий V
Иннокентий V не канонизировал ни одного святого.

### Адриан V
Адриан V не канонизировал ни одного святого.

### Иоанн XXI
Иоанн XXI не канонизировал ни одного святого.

### Николай III
Николай III не канонизировал ни одного святого.

### Мартин IV
Мартин IV канонизировал одного святого.
| №  | Святой             | Дата канонизации |
| -- | ------------------ | ---------------- |
| 1. | Бенвенут Скотиволи | 1284             |

### Гонорий IV
Гонорий IV не канонизировал ни одного святого.

### Николай IV
Николай IV не канонизировал ни одного святого.

### Целестин V
Целестин V не канонизировал ни одного святого.

### Бонифаций VIII
Бонифаций VIII канонизировал трёх святых.
| №  | Святой                 | Дата канонизации |
| -- | ---------------------- | ---------------- |
| 1. | Лоран из Ватана        | 1297             |
| 2. | Нантовин               | 1297             |
| 3. | Людовик IX Французский | 11 июля 1297     |

## XIV век

### Бенедикт XI
Бенедикт XI не канонизировал ни одного святого.

### Климент V
Климент V канонизировал одного святого.
| №  | Святой          | Дата канонизации |
| -- | --------------- | ---------------- |
| 1. | Папа Целестин V | 5 мая 1313       |

### Иоанн XXII
Иоанн XXII канонизировал трёх святых.
| №  | Святой              | Дата канонизации |
| -- | ------------------- | ---------------- |
| 1. | Людовик I Анжуйский | 7 апреля 1317    |
| 2. | Фома де Контело     | 17 апреля 1320   |
| 3. | Фома Аквинский      | 18 июля 1323     |

### Бенедикт XII
Бенедикт XII не канонизировал ни одного святого.

### Климент VI
Климент VI канонизировал двух святых.
| №  | Святой            | Дата канонизации |
| -- | ----------------- | ---------------- |
| 1. | Иво Бретонский    | 26 июня 1347     |
| 2. | Роберт де Тюрланд | 19 сентября 1351 |

### Иннокентий VI
Иннокентий VI не канонизировал ни одного святого.

### Урбан V
Урбан V канонизировал одного святого.
| №  | Святой            | Дата канонизации |
| -- | ----------------- | ---------------- |
| 1. | Эльзеар де Сабран | 15 апреля 1369   |

### Григорий XI
Григорий XI не канонизировал ни одного святого.

### Урбан VI
Урбан VI канонизировал одного святого.
| №  | Святой  | Дата канонизации |
| -- | ------- | ---------------- |
| 1. | Милдрит | 1388             |

### Бонифаций IX
Бонифаций IX канонизировал двух святых.
| №  | Святой                | Дата канонизации |
| -- | --------------------- | ---------------- |
| 1. | Бригитта Шведская     | 7 октября 1391   |
| 2. | Иоанн Бридлингтонский | 1401             |

## XV век

### Иннокентий VII
Иннокентий VII не канонизировал ни одного святого.

### Григорий XII
Григорий XII не канонизировал ни одного святого.

### Мартин V
Мартин V канонизировал одного святого.
| №  | Святой               | Дата канонизации |
| -- | -------------------- | ---------------- |
| 1. | Зебальд Нюрнбергский | 26 марта 1425    |

### Евгений IV
Евгений IV канонизировал трёх святых.
| №  | Святой               | Дата канонизации |
| -- | -------------------- | ---------------- |
| 1. | Гонорий из Бюзансе   | 1444             |
| 2. | Николай Толентинский | 1 февраля 1447   |
| 3. | Беллин из Падуи      | ?                |

### Николай V
Николай V канонизировал двух святых.
| №  | Святой             | Дата канонизации |
| -- | ------------------ | ---------------- |
| 1. | Сергий Радонежский | 1449             |
| 2. | Бернардин Сиенский | 24 мая 1450      |

### Каликст III
Каликст III канонизировал пять святых.
| №  | Святой               | Дата канонизации |
| -- | -------------------- | ---------------- |
| 1. | Викентий Феррер      | 3 июня 1455      |
| 2. | Ангел Кармелит       | 1456             |
| 3. | Осмунд Солсберийский | 1 января 1457    |
| 4. | Альберт дельи Абати  | 15 октября 1457  |
| 5. | Роза из Витербо      | 1457             |

### Пий II
Пий II канонизировал одного святого.
| №  | Святой             | Дата канонизации |
| -- | ------------------ | ---------------- |
| 1. | Екатерина Сиенская | 29 июня 1461     |

### Павел II
Павел II не канонизировал ни одного святого.

### Сикст IV
Сикст IV канонизировал шесть святых.
| №  | Святой                                  | Дата канонизации |
| -- | --------------------------------------- | ---------------- |
| 1. | Берард из Карбио со четырьмя спутниками | 7 августа 1481   |
| 2. | Бонавентура                             | 14 мая 1482      |

### Иннокентий VIII
Иннокентий VIII канонизировал двух святых.
| №  | Святой                 | Дата канонизации |
| -- | ---------------------- | ---------------- |
| 1. | Екатерина Вадстенская  | 1484             |
| 2. | Леопольд Благочестивый | 6 января 1485    |

### Александр VI
Александр VI канонизировал одного святого.
| №  | Святой              | Дата канонизации |
| -- | ------------------- | ---------------- |
| 1. | Бринольф Альготссон | 16 августа 1492  |

### Пий III
Пий III не канонизировал ни одного святого.

## XVI век

### Юлий II
Юлий II канонизировал шесть святых.
| №  | Святой                 | Дата канонизации |
| -- | ---------------------- | ---------------- |
| 1. | Николо Полити          | 7 июня 1507      |
| 2. | Мендзыжечские мученики | 1508             |

### Лев X
Лев X канонизировал десять святых.
| №  | Святой                               | Дата канонизации |
| -- | ------------------------------------ | ---------------- |
| 1. | Даниил Фазанелла с шестью спутниками | 22 января 1516   |
| 2. | Франциск из Паолы                    | 1 мая 1519       |
| 3. | Гунна                                | 1520             |
| 4. | Казимир Ягеллон                      | 1521             |

### Адриан VI
Адриан VI канонизировал одного святого.
| №  | Святой            | Дата канонизации |
| -- | ----------------- | ---------------- |
| 1. | Бенно Мейссенский | 31 мая 1523      |

### Климент VII
Климент VII канонизировал одного святого.
| №  | Святой                | Дата канонизации |
| -- | --------------------- | ---------------- |
| 1. | Антонин Флорентийский | 23 ноября 1523   |

### Павел III
Павел III канонизировал двух святых.
| №  | Святой               | Дата канонизации |
| -- | -------------------- | ---------------- |
| 1. | Генезий из Картахены | 1541             |
| 2. | Авраамий Смоленский  | 1549             |

### Юлий III
Юлий III не канонизировал ни одного святого.

### Марцелл II
Марцелл II не канонизировал ни одного святого.

### Павел IV
Павел IV не канонизировал ни одного святого.

### Пий IV
Пий IV не канонизировал ни одного святого.

### Пий V
Пий V канонизировал одного святого.
| №  | Святой        | Дата канонизации |
| -- | ------------- | ---------------- |
| 1. | Иво Шартрский | 18 декабря 1570  |

### Григорий XIII
Григорий XIII канонизировал одного святого.
| №  | Святой              | Дата канонизации |
| -- | ------------------- | ---------------- |
| 1. | Норберт Ксантенский | 1582             |

### Сикст V
Сикст V канонизировал одного святого.
| №  | Святой           | Дата канонизации |
| -- | ---------------- | ---------------- |
| 1. | Диего из Алькалы | 2 июля 1588      |

### Урбан VII
Урбан VII не канонизировал ни одного святого.

### Григорий XIV
Григорий XIV не канонизировал ни одного святого.

### Иннокентий IX
Иннокентий IX не канонизировал ни одного святого.

### Климент VIII
Климент VIII канонизировал пять святых.
| №  | Святой                | Дата канонизации |
| -- | --------------------- | ---------------- |
| 1. | Гиацинт Одровонж      | 17 апреля 1594   |
| 2. | Юлиан из Куэнки       | 18 октября 1594  |
| 3. | Ромуальд Равеннский   | 1595             |
| 4. | Сильвестр Гуццолини   | 1598             |
| 5. | Раймунд Пеньяфортский | 29 апреля 1601   |

## XVII век

### Лев XI
Лев XI не канонизировал ни одного святого.

### Павел V
Павел V канонизировал четырёх святых.
| №  | Святой            | Дата канонизации |
| -- | ----------------- | ---------------- |
| 1. | Папа Григорий VII | 1606             |
| 2. | Франциска Римская | 29 мая 1608      |
| 3. | Карло Борромео    | 1 ноября 1610    |
| 4. | Альберт Лувенский | 9 августа 1613   |

### Григорий XV
Григорий XV канонизировал шесть святых.
| №  | Святой            | Дата канонизации |
| -- | ----------------- | ---------------- |
| 1. | Исидор Мадридский | 12 марта 1622    |
| 2. | Франциск Ксаверий | 12 марта 1622    |
| 3. | Игнатий де Лойола | 12 марта 1622    |
| 4. | Тереза Авильская  | 12 марта 1622    |
| 5. | Филипп Нери       | 12 марта 1622    |
| 6. | Бруно Кёльнский   | 17 февраля 1623  |

### Урбан VIII
Урбан VIII канонизировал семь святых.
| №  | Святой                 | Дата канонизации |
| -- | ---------------------- | ---------------- |
| 1. | Стефан Хардинг         | 1623             |
| 2. | Конрад из Пьяченцы     | 2 июня 1625      |
| 3. | Пётр Ноласко           | 5 ноября 1625    |
| 4. | Изабелла Португальская | 24 июня 1626     |
| 5. | Пётр Тома              | 1628             |
| 6. | Андрей Корсини         | 22 апреля 1629   |
| 7. | Конон из Назо          | 16 февраля 1630  |

### Иннокентий X
Иннокентий X не канонизировал ни одного святого.

### Александр VII
Александр VII канонизировал четырёх святых.
| №  | Святой                   | Дата канонизации |
| -- | ------------------------ | ---------------- |
| 1. | Фернандо III Кастильский | 31 мая 1655      |
| 2. | Фома из Вильянуэвы       | 1 ноября 1658    |
| 3. | Франциск Сальский        | 19 апреля 1665   |
| 4. | Жан де Мата              | 21 октября 1666  |

### Климент IX
Климент IX канонизировал трёх святых.
| №  | Святой                   | Дата канонизации |
| -- | ------------------------ | ---------------- |
| 1. | Мария Магдалина де Пацци | 28 апреля 1669   |
| 2. | Пётр Алькантрийский      | 28 апреля 1669   |
| 3. | Раймунд Ноннат           | 13 августа 1669  |

### Климент X
Климент X канонизировал восемь святых.
| №  | Святой               | Дата канонизации |
| -- | -------------------- | ---------------- |
| 1. | Пётр Паскуаль        | 14 августа 1670  |
| 2. | Фернандо Кастильский | 4 апреля 1671    |
| 3. | Каэтан Тиенский      | 12 апреля 1671   |
| 4. | Франсиско де Борха   | 12 апреля 1671   |
| 5. | Людовик Бертран      | 12 апреля 1671   |
| 6. | Филипп Бениций       | 12 апреля 1671   |
| 7. | Роза Лимская         | 12 апреля 1671   |
| 8. | Папа Лев III         | 1673             |

### Иннокентий XI
Иннокентий XI канонизировал трёх святых.
| №  | Святой             | Дата канонизации |
| -- | ------------------ | ---------------- |
| 1. | Гертруда Великая   | 22 января 1678   |
| 2. | Бернард из Ментона | 1681             |
| 3. | Педро Арменголь    | 8 апреля 1687    |

### Александр VIII
Александр VIII канонизировал пять святых.
| №  | Святой                | Дата канонизации |
| -- | --------------------- | ---------------- |
| 1. | Иоанн Капистранский   | 16 октября 1690  |
| 2. | Иоанн Божий           | 16 октября 1690  |
| 3. | Иоанн Саагунский      | 16 октября 1690  |
| 4. | Лаврентий Джустиниани | 16 октября 1690  |
| 5. | Паскуаль Байлон       | 16 октября 1690  |

### Иннокентий XII
Иннокентий XII канонизировал двух святых.
| №  | Святой            | Дата канонизации |
| -- | ----------------- | ---------------- |
| 1. | Мария де Сервельо | 13 февраля 1692  |
| 2. | Зита              | 5 сентября 1696  |

## XVIII век

### Климент XI
Климент XI канонизировал восемь святых.
| №  | Святой                 | Дата канонизации |
| -- | ---------------------- | ---------------- |
| 1. | Стефан из Обазина      | 1701             |
| 2. | Бонифаций Брюссельский | 1702             |
| 3. | Бернард Кальво         | 26 сентября 1710 |
| 4. | Андреа Авеллино        | 22 мая 1712      |
| 5. | Екатерина Болонская    | 22 мая 1712      |
| 6. | Феликс из Канталиче    | 22 мая 1712      |
| 7. | Папа Пий V             | 22 мая 1712      |
| 8. | Гумилития              | 27 января 1720   |

### Иннокентий XIII
Иннокентий XIII не канонизировал ни одного святого.

### Бенедикт XIII
Бенедикт XIII канонизировал семнадцать святых.
| №   | Святой                   | Дата канонизации |
| --- | ------------------------ | ---------------- |
| 1.  | Борис и Глеб             | 1724             |
| 2.  | Агнесса из Монтепульчано | 10 декабря 1726  |
| 3.  | Иаков из Марке           | 10 декабря 1726  |
| 4.  | Торибио де Могровехо     | 10 декабря 1726  |
| 5.  | Франциск Солано          | 27 декабря 1726  |
| 6.  | Иоанн Креста             | 27 декабря 1726  |
| 7.  | Перегрин Лациози         | 27 декабря 1726  |
| 8.  | Алоизий Гонзага          | 31 декабря 1726  |
| 9.  | Станислав Костка         | 31 декабря 1726  |
| 10. | Бертарий                 | 26 августа 1727  |
| 11. | Гильберт де Неффонтен    | 22 января 1728   |
| 12. | Готфрид фон Каппенберг   | 28 марта 1728    |
| 13. | Серапион Алжирский       | 14 апреля 1728   |
| 14. | Маргарита Кортонская     | 16 мая 1728      |
| 15. | Папа Григорий VII        | 24 мая 1728      |
| 16. | Ян Непомуцкий            | 19 марта 1729    |

### Климент XII
Климент XII канонизировал пять святых.
| №  | Святой               | Дата канонизации |
| -- | -------------------- | ---------------- |
| 1. | Пьетро Орсеоло       | 18 апреля 1731   |
| 2. | Екатерина Генуэзская | 16 июня 1737     |
| 3. | Юлиана Фальконьери   | 16 июня 1737     |
| 4. | Иоанн Франциск Режис | 16 июня 1737     |
| 5. | Викентий де Поль     | 16 июня 1737     |

### Бенедикт XIV
Бенедикт XIV канонизировал десять святых.
| №   | Святой                  | Дата канонизации |
| --- | ----------------------- | ---------------- |
| 1.  | Пётр Гонзалес           | 13 декабря 1741  |
| 2.  | Жерар де Люнель         | 1 августа 1742   |
| 3.  | Педро Регаладо          | 29 июня 1746     |
| 4.  | Екатерина де Риччи      | 29 июня 1746     |
| 5.  | Фиделий Сигмарингенский | 29 июня 1746     |
| 6.  | Иосиф из Леонессы       | 29 июня 1746     |
| 7.  | Камилл де Леллис        | 29 июня 1746     |
| 8.  | Агнесса Ассизская       | 6 ноября 1751    |
| 9.  | Сатурий из Сории        | 31 августа 1753  |
| 10. | Франко из Ассерджи      | 1757             |

### Климент XIII
Климент XIII канонизировал шесть святых.
| №  | Святой                  | Дата канонизации |
| -- | ----------------------- | ---------------- |
| 1. | Иероним Эмилиани        | 16 июля 1767     |
| 2. | Иоанна де Шанталь       | 16 июля 1767     |
| 3. | Ян из Кент              | 16 июля 1767     |
| 4. | Иосиф де Каласанс       | 16 июля 1767     |
| 5. | Джузеппе из Копертино   | 16 июля 1767     |
| 6. | Серафин из Монтегранаро | 16 июля 1767     |

### Климент XIV
Климент XIV не канонизировал ни одного святого.

### Пий VI
Пий VI не канонизировал ни одного святого.

## XIX век

### Пий VII
Пий VII канонизировал пять святых.
| №  | Святой              | Дата канонизации |
| -- | ------------------- | ---------------- |
| 1. | Анджела Меричи      | 24 мая 1807      |
| 2. | Бенедикт Мавр       | 24 мая 1807      |
| 3. | Колетта             | 24 мая 1807      |
| 4. | Франциск Караччоло  | 24 мая 1807      |
| 5. | Гиацинта Марескотти | 24 мая 1807      |

### Лев XII
Лев XII канонизировал двух святых.
| №  | Святой       | Дата канонизации |
| -- | ------------ | ---------------- |
| 1. | Пётр Дамиани | 1823             |
| 2. | Кумиан       | ?                |

### Пий VIII
Пий VIII не канонизировал ни одного святого.

### Григорий XVI
Григорий XVI канонизировал шесть святых.
| №  | Святой                    | Дата канонизации |
| -- | ------------------------- | ---------------- |
| 1. | Филомена Римская          | 30 января 1837   |
| 2. | Альфонсо Мария де Лигуори | 26 мая 1839      |
| 3. | Франческо де Джеронимо    | 26 мая 1839      |
| 4. | Иоанн Иосиф Креста        | 26 мая 1839      |
| 5. | Пацифик из Сан-Северино   | 26 мая 1839      |
| 6. | Вероника Джулиани         | 26 мая 1839      |

### Пий IX
Пий IX канонизировал 52 святых (9 отдельных случаев).
| №  | Святой                             | Дата канонизации |
| -- | ---------------------------------- | ---------------- |
| 1. | Михаил Святых                      | 8 июня 1862      |
| 2. | 26 японских мучеников из Нагасаки  | 9 июня 1862      |
| 3. | Жермен Кузен                       | 29 июня 1867     |
| 4. | Иосафат Кунцевич                   | 29 июня 1867     |
| 5. | Леонард из Порто-Маурицио          | 29 июня 1867     |
| 6. | Мария Франциска Пяти Ран Господних | 29 июня 1867     |
| 7. | Николай Пик с 18 спутниками        | 29 июня 1867     |
| 8. | Павел Креста                       | 29 июня 1867     |
| 9. | Педро Арбуэс                       | 29 июня 1867     |

### Лев XIII
Лев XIII канонизировал 18 святых (12 отдельных случаев).

## XX век

### Пий X
Пий X канонизировал четырёх святых.
| №  | Святой                 | Дата канонизации |
| -- | ---------------------- | ---------------- |
| 1. | Алессандро Саули       | 11 декабря 1904  |
| 2. | Жерардо Маелла         | 11 декабря 1904  |
| 3. | Клеменс Мария Хофбауэр | 20 мая 1909      |
| 4. | Иосиф Ориоль           | 20 мая 1909      |

### Бенедикт XV
Бенедикт XV канонизировал четырёх святых.
| №  | Святой                 | Дата канонизации |
| -- | ---------------------- | ---------------- |
| 1. | Пётр Кентерберийский   | 1915             |
| 2. | Франческо Поссенти     | 13 мая 1920      |
| 3. | Маргарита Мария Алакок | 13 мая 1920      |
| 4. | Жанна д’Арк            | 16 мая 1920      |

### Пий XI
Пий XI канонизировал 34 святых (27 отдельных случаев).

### Пий XII
Пий XII канонизировал 33 святых. Папа не канонизировал ни одной группы святых.

### Иоанн XXIII
Иоанн XXIII канонизировал 10 святых. Папа не канонизировал ни одной группы святых.

### Павел VI
Павел VI канонизировал 84 святых (21 отдельный случай).

### Иоанн Павел I
Иоанн Павел I не канонизировал ни одного святого.

### Иоанн Павел II
Иоанн Павел II канонизировал 482 святых (110 отдельных случаев).

## XXI век

### Бенедикт XVI
Бенедикт XVI канонизировал 45 святых. Папа не канонизировал ни одной группы святых.

### Франциск
Франциск канонизировал 942 святых, в том числе группу Отрантских мучеников (813 человек).

### Лев XIV
Лев XIV ещё не канонизировал ни одного святого.